# Lindmania gracillima
Espèce
Classification phylogénétique
Synonymes
- Cottendorfia gracillima L.B.Sm., 1961

Lindmania gracillima est une espèce de plante de la famille des Bromeliaceae, endémique du Venezuela.

## Synonymes
- Cottendorfia gracillima L.B.Sm., 1961[1].

## Distribution
L'espèce est endémique de l'État de Bolívar au Venezuela.